# Amauris intermedians
Amauris intermedians är en fjärilsart som beskrevs av Gustaaf Hulstaert 1926. Amauris intermedians ingår i släktet Amauris och familjen praktfjärilar. Inga underarter finns listade i Catalogue of Life.